# 지영수
지영수는 대한민국의 텔레비전 드라마 연출감독이다.

## 드라마
- 2004년 KBS2 월화미니시리즈 《오!필승 봉순영》(연출)
- 2006년 KBS2 월화미니시리즈 《안녕하세요 하느님》(공동연출)
- 2007년 KBS2 월화미니시리즈 《꽃 찾으러 왔단다》(공동연출)
- 2009년 KBS2 수목미니시리즈 《아가씨를 부탁해》(연출)
- 2014년 KBS2 월화미니시리즈 《빅맨》(연출)
- 2015년 JTBC 금토미니시리즈 《순정에 반하다》(연출)
- 2018년 tvN 토일미니시리즈 《나인룸》(연출)
- 2021년 TV조선 토일미니시리즈 《엉클》(연출)

## 영화
- 2009년 영화 《트라이앵글》